# Kaiserlich-königliche österreichische Staatsbahnen
Le Kaiserlich-königliche österreichische Staatsbahnen ("Ferrovie imperial-regie dello Stato austriaco") erano una compagnia ferroviaria che effettuava il servizio nella parte austriaca dell'Austria-Ungheria.

## Storia
Nel 1810 fu aperta una ferrovia trainata da cavalli (22 km) sull'Erzberg della Stiria per il trasporto del ferro. Nel 1832 fu aperta una ferrovia sempre a cavallo tra Linz e České Budějovice (Budweis), per una lunghezza di 128,8 km: costituiva la prima ferrovia interurbana d'Europa.
La prima sezione della ferrovia tra Vienna e Cracovia ("Kaiser-Ferdinands-Nordbahn") fu aperta nel 1837. Lo Stato iniziò a interessarsi alle ferrovie e nel 1854 994 km di linee ferrate erano possedute dallo Stato (su 1.443 km, circa il 70%).
Dopo il 1854, a causa della crisi finanziaria dell'Impero, le ferrovie della parte austriaca vennero vendute a prezzi stracciati, specialmente a investitori francesi; furono anche garantite concessioni per nuove compagnie private. La lunga depressione, iniziata dal crollo della Borsa di Vienna nel 1873 portò alla bancarotta diverse ferrovie.
Dopo il compromesso austro-ungarico del 1867, le Ferrovie dello Stato ungheresi (MÁV) furono poste sotto il controllo dello Stato.

## Ferrovie di stato austriache

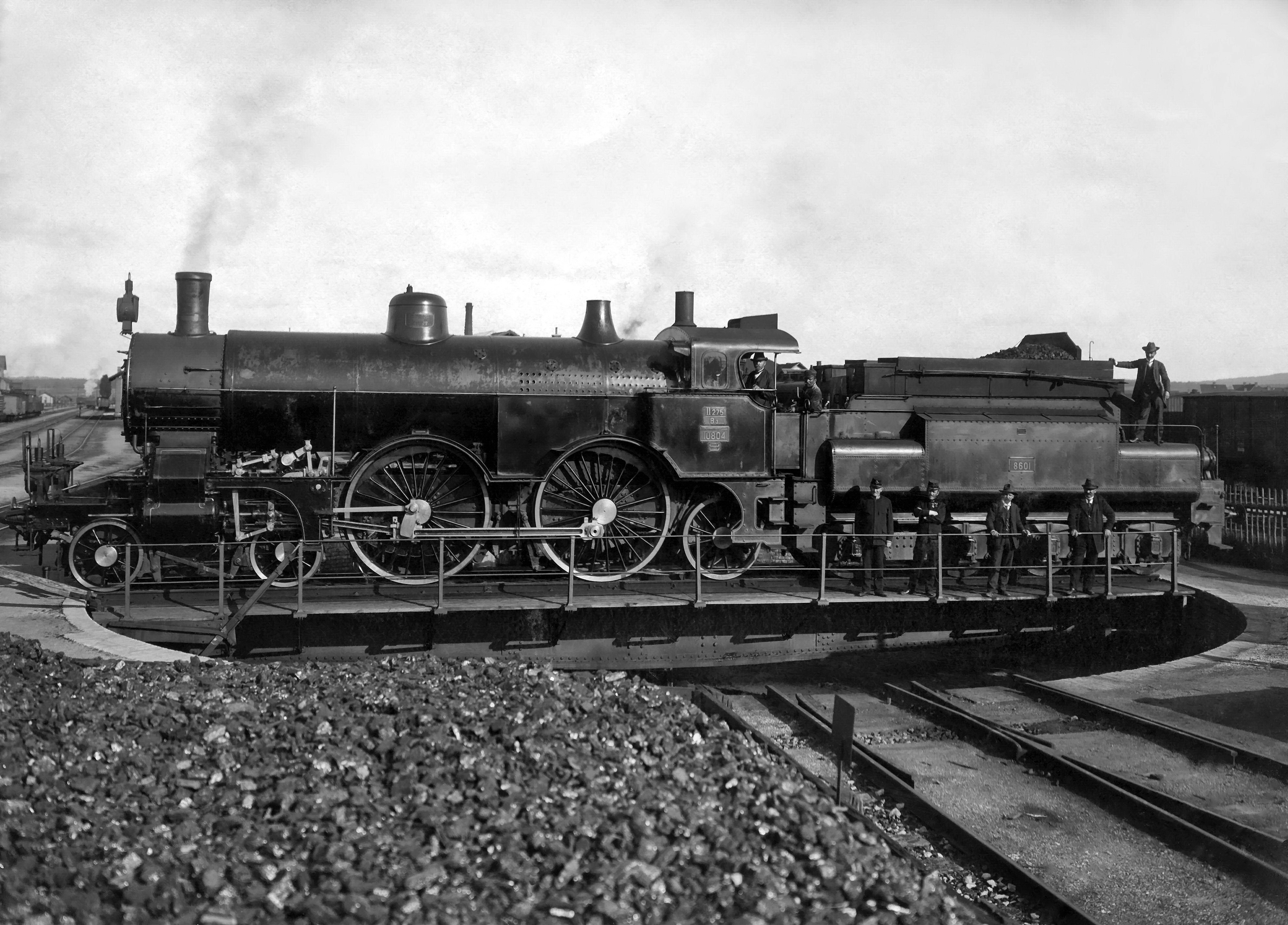
Locomotiva kkStB gruppo 108 per treni veloci nel 1901

Alla fine del 1884 la rete delle ferrovie dello Stato copriva 5.103 km. Il 1º luglio 1884 fu fondata la "kk Generaldirektion der Staatsbahnen" ("Direttorato generale imperiale delle ferrovie dello Stato") e questo segnò la nascita delle "kaiserlich-königliche Staatsbahnen" (abbreviato come "kkStB" o "k.k.St.B.").
Con la nazionalizzazione di altre compagnie, la kkStB ottenne praticamente il monopolio dei trasporti ferroviari; la "Südbahn" (SB, ferrovia del sud) era l'unica grande compagnia che rimase privata fino alla fine dell'Impero. Nel 1914, su un totale di 22.981 km di binari sul territorio austriaco, 18.859 (l'82%) erano statali.
Dopo la fine della prima guerra mondiale il parco veicoli e le infrastrutture della kkStB furono divise tra le varie compagnie statali degli stati che nacquero dalle ceneri dell'Impero: le Ferrovie dello Stato cecoslovacche (ČSD) in Cecoslovacchia, Deutschösterreichische Staatsbahnen (DÖStB) in Austria (nel 1919 divennero Österreichische Staatsbahnen ÖStB, nel 1921 Bundesbahn Österreich, BBÖ), e altre.